# آندریاس کراوزه

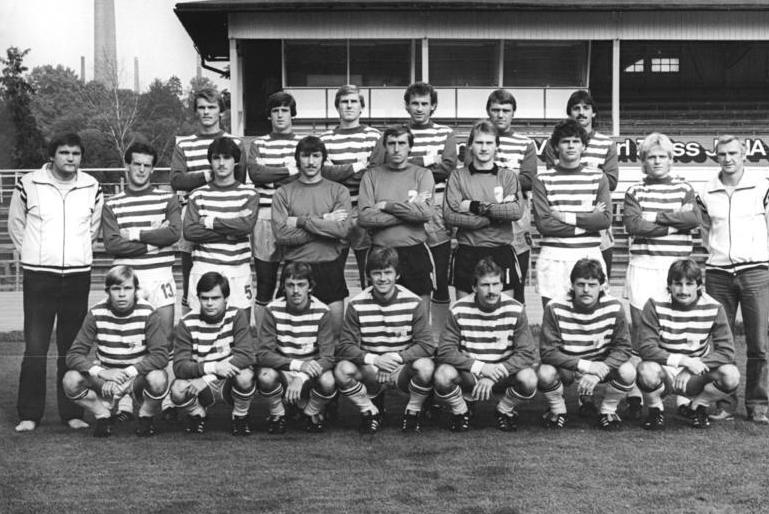
آندریاس کراوزه در این جمع

آندریاس کراوزه (به آلمانی: Andreas Krause) بازیکن فوتبال و هافبک اهل آلمان شرقی بود که از سال ۱۹۸۱ میلادی عضو تیم ملی فوتبال آلمان شرقی بوده‌است. وی در ۴ بازی ملی حضور داشته و در بازی‌های ملی‌اش ۲ گل به ثمر رساند. آندریاس کراوزه آخرین بازی ملی خود را در سال ۱۹۸۵ میلادی انجام داد.